# ملعب ياماها
ملعب ياماها (باليابانية: ヤマハスタジアム) هو ملعب كرة قدم يقع في إيواتا، شيزوكا، اليابان وتملكه شركة ياماها موتور. تم تصميم الملعب لكي يستضيف مباريات الرغبي وكرة القدم. يتسع الملعب لجلوس 16,879 شخص. تم افتتاح الملعب عام 1978 ثم تم تجديده عام 2002. يخوض حالياً كل من ناديي جوبيلو إيواتا وياماها جوبليو مبارياتهم المنزلية عليه.

## وصلات خارجية
- الموقع الرسمي للشركة المالكة